# جيرالدين بيلهاس
جيرالدين بيلهاس (بالإنجليزية: Géraldine Pailhas)‏ هي ممثلة فرنسية من مواليد 8 يناير 1971. اشتهرت من خلال دورها في فيلم دون خوان دي ماركو مع أيقونة السينما الممثل والمنتج الأمريكي جوني ديب.

## روابط خارجية
- جيرالدين بيلهاس على موقع IMDb (الإنجليزية)
- جيرالدين بيلهاس على موقع قاعدة بيانات الأفلام العربية
- جيرالدين بيلهاس على موقع ألو سيني (الفرنسية)
- جيرالدين بيلهاس على موقع ميوزك برينز (الإنجليزية)
- جيرالدين بيلهاس على موقع أول موفي (الإنجليزية)
- جيرالدين بيلهاس على موقع قاعدة بيانات الأفلام السويدية (السويدية)
- جيرالدين بيلهاس على موقع قاعدة بيانات الفيلم (الإنجليزية)
- جيرالدين بيلهاس على موقع كينوبويسك (الروسية)